# Henriettella
Henriettella là chi thực vật có hoa trong họ Mua.